# Yogi Svatmarama
Yogi  Svātmārāma (nom religieux du nāthayogin Cintāmaṇi) est un sage indien qui vécut au XVe siècle ou au XVIe siècle de notre ère. Il est connu pour être le compilateur du texte sanskrit Haṭha Yoga Pradīpikā, dans lequel il introduit le système du haṭha yoga.